# 11810 Preusker
A 11810 Preusker (ideiglenes jelöléssel (11810) 1981 EV18) a Naprendszer kisbolygóövében található aszteroida. Schelte J. Bus fedezte fel 1981. március 2-án.

## Kapcsolódó szócikk
- Kisbolygók listája (11501–12000)